# Флорін Георгіу
Флорін Георгіу (6 квітня 1944, Бухарест, Румунське королівство) — румунський шахіст, гросмейстер (1965). Чемпіон Румунії (1960, 1962, 1964, 1965, 1966, 1967, 1973, 1977, 1987). Чемпіон світу серед юніорів (1963).
Викладав французьку мову в Бухарестському університеті. Володіє англійською, російською, німецькою та іспанською мовами.

## Зміна рейтингу
| На цьому місці має відображатися графік чи діаграма, однак з технічних причин його відображення наразі вимкнено. Будь ласка, не видаляйте код, який викликає це повідомлення. Розробники вже працюють для того, щоби відновити штатне функціонування цього графіка або діаграми. | |
| | На цьому місці має відображатися графік чи діаграма, однак з технічних причин його відображення наразі вимкнено. Будь ласка, не видаляйте код, який викликає це повідомлення. Розробники вже працюють для того, щоби відновити штатне функціонування цього графіка або діаграми. |